# Las Martras d'Artèira
Les Martres-d'Artière és un municipi francès situat al departament del Puèi Domat i a la regió d'Alvèrnia-Roine-Alps. L'any 2007 tenia 1.823 habitants.

## Demografia

### Població
El 2007 la població de fet de Les Martres-d'Artière era de 1.823 persones. Hi havia 661 famílies de les quals 120 eren unipersonals (62 homes vivint sols i 58 dones vivint soles), 205 parelles sense fills, 313 parelles amb fills i 23 famílies monoparentals amb fills.
La població ha evolucionat segons el següent gràfic:
Habitants censats

### Habitatges
El 2007 hi havia 712 habitatges, 674 eren l'habitatge principal de la família, 6 eren segones residències i 32 estaven desocupats. 673 eren cases i 35 eren apartaments. Dels 674 habitatges principals, 578 estaven ocupats pels seus propietaris, 79 estaven llogats i ocupats pels llogaters i 16 estaven cedits a títol gratuït; 1 tenia una cambra, 18 en tenien dues, 65 en tenien tres, 226 en tenien quatre i 364 en tenien cinc o més. 525 habitatges disposaven pel capbaix d'una plaça de pàrquing. A 198 habitatges hi havia un automòbil i a 441 n'hi havia dos o més.

### Piràmide de població
La piràmide de població per edats i sexe el 2009 era:
| Homes | Edats   | Dones |
| ----- | ------- | ----- |
| 0     | 95 o +  | 0     |
| 0     | 90 a 94 | 0     |
| 0     | 85 a 89 | 4     |
| 12    | 80 a 84 | 8     |
| 12    | 75 a 79 | 24    |
| 12    | 70 a 74 | 24    |
| 8     | 65 a 69 | 8     |
| 52    | 60 a 64 | 20    |
| 36    | 55 a 59 | 32    |
| 64    | 50 a 54 | 56    |
| 64    | 45 a 49 | 96    |
| 56    | 40 a 44 | 44    |
| 48    | 35 a 39 | 24    |
| 40    | 30 a 34 | 68    |
| 44    | 25 a 29 | 36    |
| 44    | 20 a 24 | 40    |
| 56    | 15 a 19 | 36    |
| 52    | 10 a 14 | 36    |
| 52    | 5 a 9   | 40    |
| 24    | 0 a 4   | 24    |

## Economia
El 2007 la població en edat de treballar era de 1.212 persones, 933 eren actives i 279 eren inactives. De les 933 persones actives 882 estaven ocupades (463 homes i 419 dones) i 50 estaven aturades (21 homes i 29 dones). De les 279 persones inactives 108 estaven jubilades, 92 estaven estudiant i 79 estaven classificades com a «altres inactius».

### Ingressos
El 2009 a Les Martres-d'Artière hi havia 706 unitats fiscals que integraven 1.966 persones, la mediana anual d'ingressos fiscals per persona era de 19.487 €.

### Activitats econòmiques
Dels 69 establiments que hi havia el 2007, 3 eren d'empreses extractives, 1 d'una empresa alimentària, 7 d'empreses de fabricació d'altres productes industrials, 20 d'empreses de construcció, 13 d'empreses de comerç i reparació d'automòbils, 9 d'empreses de transport, 2 d'empreses d'hostatgeria i restauració, 1 d'una empresa financera, 2 d'empreses immobiliàries, 5 d'empreses de serveis, 4 d'entitats de l'administració pública i 2 d'empreses classificades com a «altres activitats de serveis».
Dels 23 establiments de servei als particulars que hi havia el 2009, 1 era una oficina de correu, 2 tallers de reparació d'automòbils i de material agrícola, 11 paletes, 2 guixaires pintors, 2 fusteries, 3 lampisteries, 1 perruqueria i 1 restaurant.
Dels 3 establiments comercials que hi havia el 2009, 1 era una botiga de menys de 120 m², 1 una fleca i 1 una carnisseria.
L'any 2000 a Les Martres-d'Artière hi havia 20 explotacions agrícoles que ocupaven un total de 693 hectàrees.

## Equipaments sanitaris i escolars
El 2009 hi havia 1 escola maternal i 1 escola elemental.

## Poblacions més properes
El següent diagrama mostra les poblacions més properes.